# Репедя (Вранча)
Репедя (рум. Repedea) — село у повіті Вранча в Румунії. Входить до складу комуни Стреоане.
Село розташоване на відстані 180 км на північний схід від Бухареста, 27 км на північний захід від Фокшан, 143 км на південь від Ясс, 95 км на північний захід від Галаца, 114 км на схід від Брашова.

## Населення
За даними перепису населення 2002 року у селі проживали 405 осіб, усі — румуни. Усі жителі села рідною мовою назвали румунську.